# جيروم سيغال
جيروم سيغال هو فيلسوف وسياسي أمريكي، ولد في 25 نوفمبر 1943 في ذا برونكس في الولايات المتحدة. نشط حزبياً في الحزب الديمقراطي.